# Nicola Rotolo
Nicola Rotolo (Castellana Grotte, 20 luglio 1925 – 13 settembre 2024) è stato un politico italiano.

## Biografia
Avvocato, già consigliere comunale e sindaco di Castellana Grotte per 13 anni, dal 1952 al 1965, è stato consigliere regionale dal 1970 al 1975 e poi presidente della Regione Puglia dal 1975 al 1978. Segretario provinciale della Democrazia Cristiana di Bari dal 1958 al 1963, è stato anche segretario regionale pugliese della DC dal 1963 al 1975. Muore il 13 settembre 2024 all'età di 99 anni.